# Вакатакакагэ Ацуси
Вакатакакагэ Ацуси (яп. 若隆景 渥, настоящее имя — Ацуси Онами; род. 6 декабря 1994, Фукусима, Япония) — японский профессиональный сумоист. Выступает за хэя Арасио. Обладатель Кубка императора (март 2022) и семи специальных призов сэн-сё.
Дебютировав в профессиональном сумо в марте 2017, он достиг высшего дивизиона макуути в ноябре 2019 года. Вакатакакагэ является родным братом сумоистов Вакатакамото и Вакамотохару.
Высший ранг за карьеру – сэкивакэ.

## Семья
Младший из трёх братьев Онами и внук комусуби Вакабаямы (урожденного Ивахиры Садао), выступавшего в 1940—1960-х гг. Сын Масаси Онами, известного под сиконой Вакасинобу, но никогда не поднимавшегося выше дивизона макусита. Свою сикону трое братьев получили от Оютаки, тренера в хэя Арасио, в честь трех сыновей даймё региона Тюгоку Мори Мотонари – Такамото, Мотохару и Такакагэ. Согласно японской притче «Урок о трех стрелах» (которая впоследствии стала известна за пределами Японии и обрела множество вариаций), отец сначала попросил каждого из братьев сломать по стреле, а затем попросил сломать три стрелы сразу, чем показал крепость братского союза. Первая часть сиконы (若, то есть Вака) означает «молодость» и была дана братьям в честь их отца и деда.
Судьба братьев в сумо сложилась по-разному. Старший, Вакатакамото, дошел лишь до третьего профессионального дивизиона макусита, и его высшим рангом в дивизионе был седьмой. Вакатакакагэ и Вакамотохару стали 19-й парой братьев в истории сумо, которые достигли высшего профессионального дивизиона, причем, младшему из братьев, Вакатакакагэ, удалось это сделать быстрее – он стал маэгасирой в ноябре 2019. Вакамотохару поднялся в макуути только в январе 2022 года.
Вакатакакагэ женат, есть дети. В январе 2024 года поблагодарил семью за поддержку, оказанную ему в период реабилитации.

## Карьера

### Домакуути
Выпускник юридического факультета университета Тоё. Во время учебы начал заниматься сумо.
С 2011 года Вакатакакагэ  является воспитанником сумоистской школы (хэя) Арасио, но в профессиональном сумо дебютировал лишь в марте 2017 года. В 2012 году завоевал серебряную медаль на Чемпионате мира по сумо среди юниоров в легкой весовой категории, а в 2016 году — серебряную медаль на Чемпионате Японии по сумо среди студентов, уступив Баасансурэну Турболду (будущему Миторю). Будучи успешным сумоистом на уровне университета, он получил право выступать в ранге цукэдаси, то есть, сразу с четвертого профессионального дивизиона сандаммэ (минуя нижние дивизионы дзёнокути и дзёнидан). В мае 2017 года он выиграл лигу сандаммэ с идеальным счетом 7-0. В январе 2018 года с аналогичным счетом Вакатакакагэ выиграл январский турнир в третьем дивизионе и перешел в дзюрё, став вторым представителем хэя Арасио (после Сококурая в 2010 году), достигшим этого уровня.
Далее начался неспешный подъем Вакатакакагэ по дивизиону дзюрё (второму профессиональному дивизиону). В сентябре 2019 года, занимая позицию дзюрё #3, Вакатакакагэ показал результат 9-6 и заслужил к ноябрю продвижение в высшую лигу профессионального сумо – дивизион макуути. Причем, после 8 турнирных дней Вакатакакагэ крупно уступал со счетом 2-6, но в итоге смог выиграть семь схваток подряд. Он стал третьим цукэдаси, которому удалось достичь высшей лиги (после Ютакаямы и Асаноямы).

### Вмакуути
На первом же турнире в высшем дивизионе дела у Вакатакакагэ не задались — в пятый день турнира он повредил ногу в бою с Тэруцуёси и, несмотря на статистику 4-0, вынужден был сняться. В итоге со статистикой 4-1-10 он выбыл обратно в дзюрё. На январском и мартовском турнирах 2020 года он показал результаты 9-6 и 10-5 и снова получил право выступать в высшей лиге, однако майский турнир был отменен из-за пандемии коронавируса.
С июля 2020 года по июль 2023 года Вакатакакагэ непрерывно выступал в макуути. В 2020 году он показал очень неплохие результаты: 10-5 на июльском турнире и 11-4 на сентябрьском (при этом занял 3 место в турнире), заслужив позицию маэгасиры #1 запада. На январском турнире 2021 года в Токио Вакатакакагэ не смог принять участия из-за того, что у него подтвердился вирус COVID-19.
Вернувшись в профессиональное сумо на мартовском турнире 2021 года, Вакатакакагэ показал результат 10-5 и был отмечен специальным призом за технику (гино-сё). В мае 2021 года, закончив турнир со счетом 9-6, сумоист снова второй раз подряд получил приз за технику и был повышен в ранге до комусуби (причем, первым из своей хэя Арасио со времен ее основания в 2002 году). Впрочем, уже на июльском турнире Вакатакакагэ зафиксировал макэкоси 5-10 и был понижен в ранге.
В сентябре и ноябре 2021 и январе 2022 года смог зафиксировать катикоси, в результате чего к мартовскому турниру 2022 был повышен в ранге до сэкивакэ, став первым представителем своей хэя, достигшим этого звания (также «обошел» своего деда Вакабаяму, который в свое время достиг ранга комусуби).
На мартовском турнире (Хару басё) 2022 года в Осаке показал лучший результат со времен появления в макуути – со статистикой 12-3 выиграл первый в своей карьере Кубок Императора, при этом, в последний день имел одинаковую статистику с Такаясу, но одолел его в дополнительном финальном поединке кэттэй-сэн. Кроме того, в третий раз в карьере был премирован сэнсё за технику (гино-сё). Вакатакакагэ стал первым сэкивакэ с 1936 года (после Футабаямы), который выиграл первый же турнир после повышения в данный ранг. На турнире в сентябре 2022 г. показал статистику 11-4, разделил с двумя другими рикиси второе место и был премирован гино-сё (специальным призом за технику) в четвертый раз в карьере.

### Травма, понижение и возвращение вмакуути
На мартовском турнире (Хару басё) 2023 года в Осаке начал со статистикой 0-5. В итоге смог довести свой счет до 7-6, однако в 13-й день серьезно повредил колено (травма мениска и разрыв крестообразной связки), из-за чего был вынужден сняться с турнира, зафиксировав статистику 7-7-1. Изначально прогнозировалось, что сумоист не примет участие только в майском турнире Нацу басё, но в апреле 2023 года выяснилось, что Вакатакакагэ была проведена реконструктивная операция на правом колене, срок восстановления после которой составляет 8 месяцев, таким образом Вакатакакагэ выбыл на три турнира (в мае, июле и сентябре 2023). В соответствии с правилами составления рейтинга Японской ассоциации сумо (бандзукэ), несмотря на то, что турниры были пропущены из-за травмы, Вакатакакагэ все равно был серьезно понижен в ранге – к майскому турниру 2023 года был разжалован в комусуби, к июльскому понижен до позиции двенадцатого маэгасиры, к сентябрьскому — до позиции седьмого борца дивизиона дзюрё, а к ноябрьскому — до шестого борца третьего дивизиона макусита (борец опустится в третий дивизион впервые с 2018 года).
Вернулся к выступлениям после травмы на ноябрьском турнире 2023 года, зафиксировав катикоси со статистикой 5-2, после чего был повышен на позицию первого борца дивизиона макусита. В январе 2024 года во второй раз в карьере выиграл турнир в дивизионе макусита и был повышен во второй дивизион дзюрё, вернув элитный статус сэкитори.
Мартовский турнир 2024 года начался для Вакатакакагэ хорошо — на протяжении первых семи турнирных дней он шел без единого поражения, а в девятый день оформил катикоси (8 и более побед), считался одним из главных претендентов на победу. Однако с 10 по 13 день потерпел четыре поражения подряд, утратив шанс на чемпионство и гипотетический шанс на повышение в высшую лигу. Закончил турнир со статистикой 9-6.
На майском турнире 2024 года Вакатакакагэ выступил практически безошибочно — он потерпел всего одно поражение и со статистикой 14-1 впервые в карьере выиграл турнир в дивизионе дзюрё, заслужив повышение и, таким образом, возвращение в высшую лигу профессионального сумо.

### Возвращение в высший дивизион
Вернулся в лигу макуути с хорошим результатом — показал статистику 11-4 и занял неофициальное третье место, уступив лишь чемпиону Тэрунофудзи и Таканосё, которые имели в своем активе по 12 побед.
На турнире Аки басё в сентябре 2024 года Вакатакакагэ был одним из претендентов на победу. Он стал тем, кому удалось прерывать 11-матчевую беспроигрышную серию чемпиона турнира, Оносато. Турнир Вакатакакагэ закончил со статистикой 12-3, разделив второе место с Кирисимой. По итогам турнира Вакатакакагэ был премирован специальным призом за выдающееся выступление (сюкун-сё), который стал пятым специальным призом для борца за карьеру. К ноябрьскому турниру 2024 года был повышен на позицию второго маэгасиры. На ноябрьском турнире получил свой шестой специальный приз за карьеру — был премирован гино-сё за техническое совершенство.
К январю 2025 года был повышен до комусуби, вернувшись в категорию высших рангов в сумо впервые с мая 2023 года.
На турнире в мае 2025 года разделил с ёкодзуной Хосёрю второе место и получил седьмой в своей карьере специальный приз — гино-сё за техническое совершенство. К июлю 2025 года был поставлен на позицию сэкивакэ.

## Стиль боя
В бою часто делает упор на ловкость и скорость. Он предпочитает захват мигиёцу – положение, когда осуществляется захват маваси (пояса) правой рукой из-под разноименной руки противника. Наиболее частыми его кимаритэ являются ёрикири (вытеснение за круг при обоюдном захвате), осидаси (выталкивание за круг упором рук снизу под плечи и головой в грудь) и хатакикоми (выведение из равновесия толчком в плечо, спину или руку сверху вниз). Также известен эффективным применением техники отцукэ — удержания соперника за руку, чтобы он не схватился за пояс. Сумоист использует данную технику и в оборонительных, и в наступательных целях.

## Результаты выступлений
| Год в сумо | Январь Хацу басё, Токио                           | Март Хару басё, Осака      | Май Нацу басё, Токио                          | Июль Нагоя басё, Нагоя                             | Сентябрь Аки басё, Токио                       | Ноябрь Кюсю басё, Фукуока   |
| --- | ------------------------------------------------- | -------------------------- | --------------------------------------------- | -------------------------------------------------- | ---------------------------------------------- | --------------------------- |
| 2017 | x                                                 | Сандаммэ-цукэдаси #100 5–2 | Сандаммэ #63 запада 7–0–P                     | Макусита #38 запада 6–1                            | Макусита #16 востока 4–3                       | Макусита #12 востока 3–4    |
| 2018 | Макусита #17 востока 7–0                          | Макусита #1 запада 5–2     | Дзюрё #14 запада 8–7                          | Дзюрё #12 востока 9–6                              | Дзюрё #7 запада 8–7                            | Дзюрё #6 запада 8–7         |
| 2019 | Дзюрё #5 востока 7–8                              | Дзюрё #5 востока 8–7       | Дзюрё #2 запада 6–9                           | Дзюрё #4 востока 8–7                               | Дзюрё #3 запада 9–6                            | Маэгасира #16 запада 4–1–10 |
| 2020 | Дзюрё #5 востока 9–6                              | Дзюрё #2 востока 10–5      | Отмена басё 0–0–15                            | Маэгасира #14 запада 10–5                          | Маэгасира #8 запада 11–4                       | Маэгасира #1 запада 7–8     |
| 2021 | Маэгасира #2 запада Пропустил из-за травмы 0–0–15 | Маэгасира #2 запада 10–5 Т | Маэгасира #1 востока 9–6 Т                    | Комусуби #1 востока 5–10                           | Маэгасира #3 востока 9–6                       | Маэгасира #1 запада 8–7     |
| 2022 | Маэгасира #1 востока 9–6                          | Сэкивакэ востока 12–3–P Т  | Сэкивакэ востока 9–6                          | Сэкивакэ востока 8–7                               | Сэкивакэ востока 11–4 Т                        | Сэкивакэ востока 8–7        |
| 2023 | Сэкивакэ востока 9–6                              | Сэкивакэ востока 7–7–1     | Комусуби запада Пропустил из-за травмы 0–0–15 | Маэгасира #12 запада Пропустил из-за травмы 0–0–15 | Дзюрё #7 востока Пропустил из-за травмы 0–0–15 | Макусита #6 востока 5–2     |
| 2024 | Макусита #1 запада 7–0                            | Дзюрё #10 запада 9–6       | Дзюрё #6 запада 14–1                          | Маэгасира #14 востока 11–4                         | Маэгасира #7 востока 12–3 В                    | Маэгасира #2 востока 10–5 Т |
| 2025 | Комусуби запада 7–8                               | Маэгасира #1 востока 9–6   | Комусуби запада 12–3 Т                        | Сэкивакэ запада 10–5                               | Ещё не состоялся                               | Ещё не состоялся            |
| Результат приведен как победил-проиграл-снялся Победа Малый кубок Отставка Не выступал в макуути Специальные призы: Д=За боевой дух (Канто-сё); В=За выдающееся выступление (Сюкун-сё); Т=За техническое совершество (Гино-сё) Ещё показаны: ★=Кимбоси; P=Участие в дополнительном финале Лиги: Макуути — Дзюрё — Макусита — Сандаммэ — Дзёнидан — Дзёнокути Ранги макуути: Ёкодзуна — Одзэки — Сэкивакэ — Комусуби — Маэгасира |                                                   |                            |                                               |                                                    |                                                |                             |